# Clásico del oeste (Gran Buenos Aires)
El Clásico Almirante-Morón  popularmente conocido y nombrado prácticamente desde sus inicios como el Clásico del oeste , es un histórico y tradicional duelo futbolístico desde hace 68 años, siendo el clásico más importante en el  oeste del conurbano bonaerense. Las instituciones están localizadas en la zona oeste del Gran Buenos Aires, el Club Almirante Brown pertenece a La Matanza, mientras el Club Deportivo Morón al Partido de Morón. Los distritos son limítrofes separados por la avenida Don Bosco, con los estadios a 6,7 kilómetros de distancia, generando convivencias barriales entre sus parcialidades. Es uno de los clásicos del fútbol argentino con máxima rivalidad y de mayor convocatoria en el Área Metropolitana de Buenos Aires.
 Hubo un desorden en el encuentro de Morón 
Un serio desorden ocurrido al convertir el segundo gol Almirante Brown, impidió la terminación del match que este equipo sostuvo contra Deportivo Morón en la cancha de este, que fue suspendido por el árbitro cuando el score favorecía a los visitantes 2 a 0.
Extracto, Noticias Gráficas sexta edición, 11 de enero de 1959.  
Si bien desde el primer partido ya existía la rivalidad por ser vecinos en la zona oeste, el antagonismo surgiría tan solo 18 meses después, y ante la ráfaga de cuatro (4) victorias de Almirante Brown desde el comienzo. El 10 de enero de 1959 debido a incidentes en el antiguo estadio Francisco Urbano, con "suspensión del partido a los 13 minutos del segundo tiempo por falta de garantías", con la bronca por la cuarta derrota consecutiva  y la furia por el arbitraje con el segundo tanto en fuera de juego. Ese día hinchas del Gallito arrojaron proyectiles al campo de juego. 
Posteriormente luego de agredir al juez con un botellazo que generó una herida, estuvo encerrado en el vestuario ante el intento de más agresiónes. El odio de parciales albirrojos hizo que José Iacovino se retirara escoltado por la policía, dado que los directivos de Morón lo acompañaban solo a la puerta. Así nació el odio y el resentimiento entre los clubes vecinos del oeste, con acusaciones y desconfianza por arbitrajes, generando el encono posterior de hinchas y dirigentes de ambas instituciones.
Este tradicional enfrentamiento es considerado por los aficionados y la prensa de ambos equipos como su clásico rival histórico. 

## Historia

Archivo histórico de, Primera B 1966. Diario Crónica cita al "Clásico del Oeste" dejando a las claras y establecida la rivalidad histórica entre ambas instituciones y como fue nombrado el tradicional duelo Almirante-Morón prácticamente desde sus inicios. El partido fue aburrido, sin goles y el cronista lo describió como "pequeño" por no cubrir las expectativas futbolísticas de un clásico, y calificó el desempeño de cada equipo con un 0 (cero). Además este fue el último partido que disputó Almirante en su anterior estadio de Villa Sahores, San Justo.
Fuente: Diario Crónica 18 de diciembre de 1966

Disputaron su primer duelo en la Segunda de Ascenso, en ese momento tercera categoría del fútbol Argentino, en el viejo estadio del Deportivo Morón el 20 de julio de 1957 fecha 1 de ese certamen ganando Almirante Brown 1 a 0. 
Se puede afirmar que ambos equipos nacieron para ser rivales, dado que nunca existió una afinidad y 18 meses después se generó el antagonismo entre los dos clubes más grandes del oeste, siendo uno de los clásicos del fútbol argentino que careció de una buena relación desde sus inicios. 

### Origen del clásico

Archivo histórico de, cancha de Morón. La ráfaga de cuatro (4) triunfos consecutivos desde el inicio, de Almirante sobre sus vecinos de Morón, desataron la furia en la cuarta derrota.
El 10 de enero de 1959 acusaron al árbitro de favorecer al equipo de La Matanza con un gol en fuera de juego, se suspendió el partido, arrojaron proyectiles al campo de juego (donde también estaban los jugadores de Almirante) y un botellazo que lastimó al árbitro, la bronca de los hinchas de Morón hicieron que el juez Iacovino se tuviera que retirar escoltado de la policía. La seguidilla de victorias aurinegras generó el resentimiento y la desconfianza por arbitrajes entre vecinos de Morón y La Matanza. Dando inicio al tradicional antagonismo del clásico del oeste.
Fuente: Noticias Gráficas Sexta edición, 11 de enero de 1959

La enemistad nació algo más de un año después,   el 10 de enero de 1959 cuando Almirante Brown gana por 2 a 0 en el viejo Estadio Francisco Urbano. Potenciadio por la seguidilla de cuatro (4) victorias aurinegras, ese día, el segundo gol marcó el resentimiento  de esta antigua rivalidad, porque los jugadores del Deportivo Morón señalaron que el autor de ese segundo gol (Yovine) estaba en fuera de juego. Todos los jugadores fueron rápidamente ante el árbitro de ese partido, José Iacovino, y al juez de línea Anderain quien expulsó a Molteni, jugador de Deportivo Morón.  

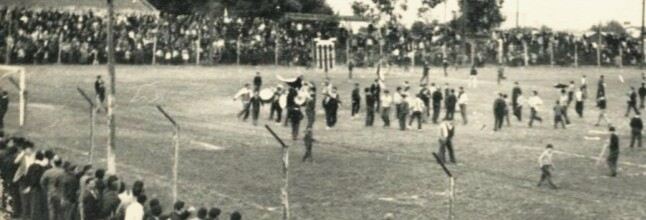
El 16 de noviembre de 1957 se disputó el segundo encuentro de la historia en el primer estadio de Almirante Brown en Villa Sahores, San Justo. Desde el inicio ya existía la rivalidad por ser vecinos en el oeste y los duelos se disputaban a estadio completo en los recintos de ambos equipos.

Esa situación derivó en que la hinchada de Deportivo Morón se enardeciera y arrojaran proyectiles al campo de juego y posiblemente también al sector visitante, lo que obligó a la suspensión del partido a los 13 minutos del segundo tiempo por " falta de garantías". La furia por la cuarta derrota con sus vecinos y el arbitraje,  llevaron a hinchas del Gallito a lanzar un botellazo en la cabeza al juez José Iacovino quien tuvo un corte de dos centímetros. 
El árbitro permaneció encerrado y a resguardo, largo tiempo en el vestuario ante el intento de más agresiónes. Los directivos de Morón evidentemente también alterados, "le dijeron que lo acompañaban pero solo a la puerta" (donde seguramente lo esperaban aficionados locales). Finalmente llegó la policía y retiraron a Iacovino escoltado por las fuerzas de seguridad.
Posteriormente días después del partido y los incidentes la AFA le dio por ganado el partido a Almirante con el mismo marcador 0-2,  y el Tribunal de Penas le aplicaría 30 fechas de suspensión a Molteni de Morón. 
Así nació el odio y el resentimiento entre los clubes vecinos del Oeste, con acusaciones y desconfianza por arbitrajes.

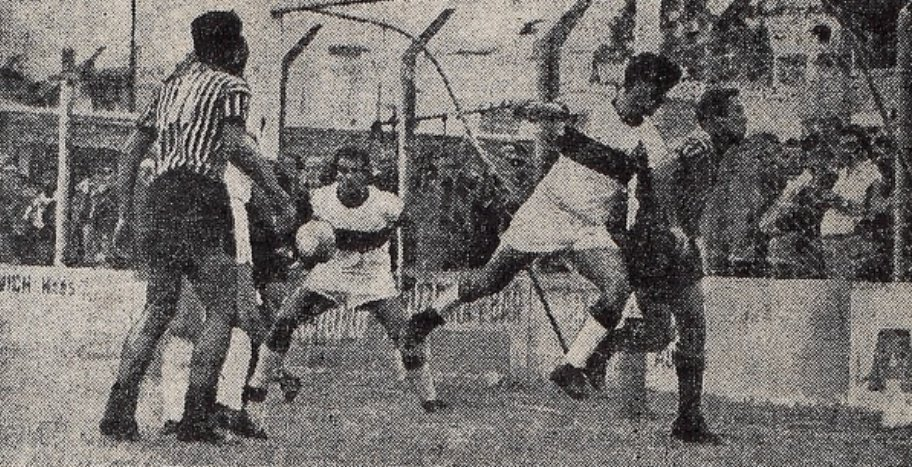
El Clásico del oeste en 1967, cancha de Morón, que festejo su victoria 2 a 1 a sobre sus vecinos de La Matanza en la antigua primera B.

Los incidentes en los enfrentamientos entre estos dos equipos serían una constante durante muchos años hasta la suspensión del público visitante en los torneos de ascenso.

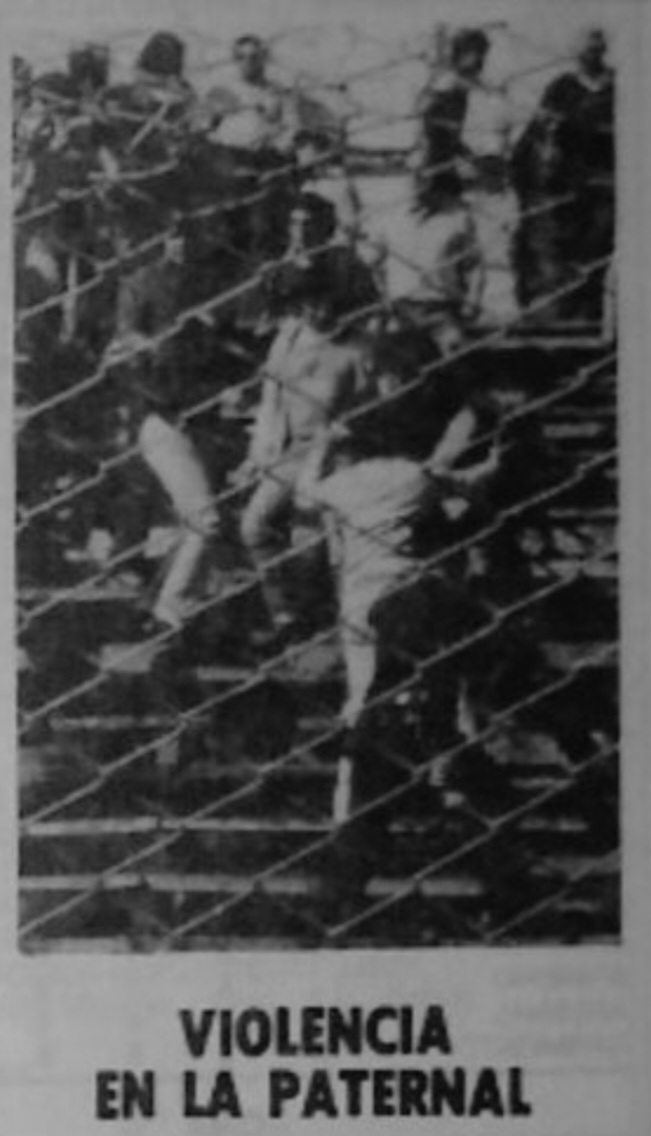
Cancha de Argentinos Juniors (local Morón), clásico del oeste, Primera B, 6 de octubre de 1984, graves incidentes entre ambas barras dentro y fuera del estadio hace.
Luego del partido sigueron los intercambios en las calles Gavilán y Boyaca de la capital federal, la policía no los pudo detener y ambas parcialidades se volvieron a acometer a varias cuadras en Juan B. Justo y Boyaca. Fueron noticia de los medios nacionales con policías heridos y varios detenidos de ambos bandos.
Fuente: Diario Popular

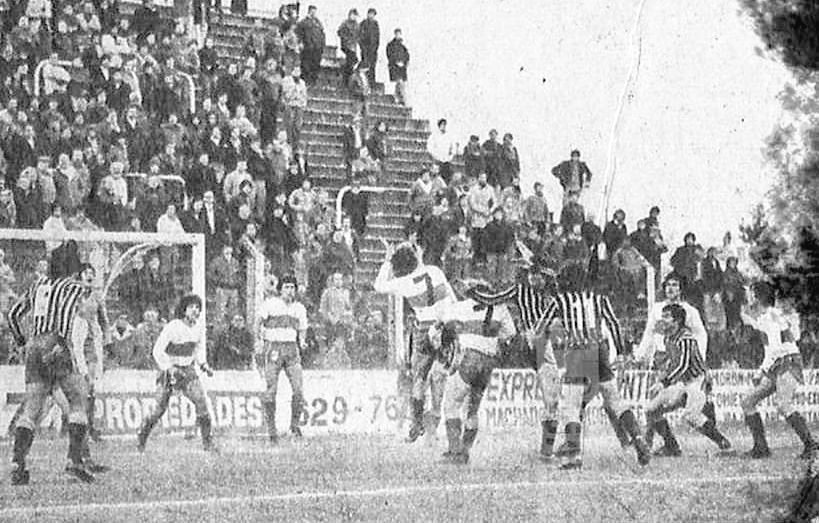
El viejo estadio Francisco Urbano, Clásico del oeste. Primera B 1976, este duelo entre Morón y La Matanza se caracteriza por encuentros de alta tensión dentro del campo y en las gradas.

Este tradicional enfrentamiento es considerado por los aficionados y la prensa de ambos equipos como su clásico rival histórico.
 Y por esas extrañas vueltas del destino, al Gallo le toca afrontar el partido más esperado del calendario, frente a su clásico rival de La Matanza. A la espera de uno de esos cotejos que invariablemente marca el destino inmediato de cada uno de los adversarios históricos, por el valor anímico y emocional que encierran triunfos de estas características tan especiales. Ante Almirante Brown, el Gallito busca hacer “sonar” a su antagonista de siempre.martes 6 de diciembre de 2016, extracto del medio partidario Club Deportivo Morón "El Gallito" 
Más allá que ahora Almirante Brown tiene equipos adversarios y enemigos, el verdadero clásico y rival más añejo es ante Deportivo Morón, cuyos primeros enfrentamientos futbolísticos se remontan a 1957. 10 de junio de 2002, extracto, "Almirante de mi vida", página 107

### Rivalidad y violencia
La enemistad que se profesan los aficionados de ambos equipos derivó en varios incidentes con el transcurrir de las décadas, pero hay un hecho insólito ocurrido que resalta del resto. El 3 de noviembre de 1990 se vuelven a enfrentar después de tres años en los que ambos se encontraban en distintas categorías, por la fecha 14 de la Primera B Nacional en el Estadio Francisco Urbano. 
Ese día el encuentro futbolístico quedó en segundo plano, ambas parcialidades dieron una especie de show pugilistico dentro del campo de juego. Fue durante 15 minutos del entretiempo ante la mirada de las autoridades policiales que no intervinieron y cada grada animaba a los combatientes. Lo llamativo fue que decidieron terminar los intercambios cuando salían los equipos a disputar el segundo tiempo, como si nada hubiera pasado. Los aficionados de Morón y Almirante aplaudieron desde sus tribunas a sus "gladiadores" que fueron noticia de los medios nacionales el día posterior.

Descomunal gresca se desató en la cancha de Morón: Se pelearon las dos hinchadas dentro del campo. El partido más "emotivo" de la tarde lo disputaron las dos hinchadas durante quince minutos. Fue el entretiempo más animado de la historia.Hacía más o menos un minuto que los jugadores habían abandonado la cancha para reponer energías, pensando en el segundo tiempo que se venía. Los de Morón preocupados por la derrota parcial y los de Brown entusiasmados por el 1 a 0. De golpe tres o cuatro chicos de no más de diez años cada uno treparon el alambrado de la tribuna local y se pusieron a correr con todo el entusiasmo dentro del campo, rumbo al sector visitante. Parece que la idea era arrebatar una bandera de Almirante Brown que colgaba desafiante de los alambres. El nene más adelantado había llegado hasta la altura del área grande, pero hasta ahí llegó. De la otra tribuna saltaron otros individuos —más grandotes estos—, con la idea de frenar esa aventura infantil. No necesitaron más los grandotes de la hinchada de Morón para saltar también sobre el césped y correr a la gradería de enfrente. Así quedaron unas cincuenta personas de Morón contra veinticinco o treinta de Brown. Piñas a gusto, palazos (con los palos de los banderines del córner como armas). En fin, un verdadero espectáculo de boxeo tailandés, observado también por la policía que no intervino en lo más mínimo. Por lo menos en la cancha, en la platea a un agente "se le escapó" un gas que provocó un desbande en el público, además de las recriminaciones más aireadas contra el pobre policía, que no sabía cómo pedir disculpas. En el pasto en tanto continuaron las trompis y las patadas durante otros cinco minutos, hasta que ambos grupos, finalmente, decidieron por su cuenta retirarse cada uno para su Tribuna. Un gas lacrimógeno lanzado por un policía que aterrizó en el medio de la cancha, sirvió para decretar el final de este insólito hecho. Cuando el primer jugador de Morón piso la cancha todo estaba como si nada hubiese ocurrido. Eso sí al final ambas hinchadas volvieron a acometerse mutuamente en la calle.
domingo 4 de noviembre de 1990, Diario Popular, crónica de Rodolfo Doria. 

El pico de violencia en un clásico de esta índole se vivió el 16 de diciembre de 2000 cuando las hinchadas salieron de la cancha. Allí se generaron incidentes entre la policía y los simpatizantes de Deportivo Morón y uno de esos hinchas, Mariano Guaraz, de 17 años, recibió tres impactos de bala que provocaron su muerte.

Debido a este y varios incidentes en el torneo de Primera B 2005/06 donde ambos equipos debían enfrentarse para los interzonales, en esas tres fechas de clásicos, la AFA les designó otros rivales, dada la preocupación por las amenazas de aficionados de Morón que prometían venganza con la parcialidad de Almirante Brown.
Otros incidentes.

## Hechos folclóricos
En 2017 Deportivo Morón obtiene el campeonato de la primera B y en la fecha posterior enfrenta a su clásico rival en su estadio, a pesar de estar prohibida la concurrencia de público visitante el primer equipo da la vuelta olímpica, pero cuando llegan al sector donde se encuentran un grupo de dirigentes de sus vecinos de La matanza, los mismos se ponen de espaldas e ignoran el festejo de su adversario.

La insólita reacción de dirigentes de Almirante Brown ante la vuelta olímpica de Morón
Varios adjetivos podrían describir la actitud del grupo de dirigentes de Almirante Brown que estuvieron en el partido que La Fragata jugó ante Morón, el campeón, en cancha de estos, y decidieron ponerse de espaldas durante lo que duró la vuelta olímpica de los jugadores del Gallo, consagrados días atrás en un partido disputado en el estadio de Platense: ubicados en una de las cabeceras del Nuevo Francisco Urbarno, se pusieron de espaldas cuando el plantel daba la vuelta olímpica.Cierto es que Almirante es el máximo rival de Morón y que el fútbol argentino está lejos de dar cátedra en el marco del comportamiento.
21 de junio de 2017, Infobae

Los aficionados de Morón molestos por la actitud de sus rivales y por pintadas recibidas en su estadio por parciales de Almirante el día anterior al enfrentamiento, elevan una solicitud sin precedentes. Cambiarle el nombre a la calle donde se encontraba su anterior estadio que justamente se llama Almirante Brown y realizan el pedido a las correspondientes autoridades.

Mediante la plataforma Change.org, vecinos del partido de Morón buscan cambiar el nombre de la calle por tratarse de un clásico rival dentro del fútbol.
La petición tiene como destinatarios al intendente Ramiro Tagliaferro y a los ediles del Concejo Deliberante, y se utilizó la página web: change.org, para que llegue a al poder ejecutivo local.
“Como todos sabemos uno de los emblemas no sólo de nuestro partido y ciudad, sino de todo el oeste del Conurbano Bonaerense es el Club Deportivo Morón.
A su vez, el Gallo tiene entre sus máximos rivales al Club Almirante Brown club que no ha respetado nunca los colores de nuestra institución, ha avalado el asesinato de uno de nuestros hinchas (Mariano Guaraz) y en las últimas semanas ha faltado el respeto a los Campeones ensuciando las instalaciones del club y poniéndose de espaldas ante la vuelta olímpica del primer equipo”, explica la misiva que ya consiguió 258 adeptos y le restan 242 más para llegar los 500 que se necesitan.
Almirante Brown es una de las calles laterales del palacio Municipal y es una de las más transitada por vehículos, colectivos y transeúntes.
El posteo continúa marcando la petición: “PEDIMOS que no haya ninguna calle en el partido con este nombre, y sobre todo, una de las arterias principales del mismo en donde se encontraba el mítico Estadio Francisco Urbano”, y propone que los vecinos elijan el próximo nombre a partir de una votación. Cualquier ciudadano puede votar ingresando a www.change.org/p/rctagliaferro-cambiar-el-nombre-de-la-calle-almirante-brown-del-partido-de-mor%C3%B3n
7 de julio de 2017, Sector Prensa. 

### Partidos destacados
Uno de los partidos importantes en el clásico se jugó en la Primera B Nacional en 1998, cuando empataron 2 a 2 ante una multitud de ambos equipos en el Estadio Francisco Urbano y Almirante así descendió a la Primera B Metropolitana.
Otro destacado duelo fue en el Estadio de Lanús. Almirante derrotó sobre la hora (faltando un minuto) 1-0 a Morón y prácticamente se aseguró el Torneo Clausura de la Primera B Metropolitana 2007.

## Uniformes tradicionales
|  | Para un completo desarrollo véase Historia del uniforme del Club Almirante Brown |

- Almirante Brown: Su vestimenta histórica se compone de una camiseta listada con cuatro franjas amarillas y tres negras en su frente; pantalón y medias negras.
- Deportivo Morón: Su vestimenta tradicional se compone de una camiseta blanca con una banda horizontal roja en su frente; pantalón y medias blancas.

| Almirante | Morón |  |

## Tabla comparativa
- Actualizado al febrero de 2024.

| Observaciones       |                      |                      |
| ------------------- | -------------------- | -------------------- |
| Nombre completo     | Club Almirante Brown | Club Deportivo Morón |
| Fecha de fundación  | 1 de julio de 1912   | 20 de junio de 1947  |
| Apodo               | Mirasol              | Gallo                |
| Temporadas          |                      |                      |
| Total en AFA        | 75                   | 76                   |
| en Primera División | 0                    | 1                    |
| en Segunda División | 42                   | 41                   |
| en Tercera División | 31                   | 30                   |
| en Cuarta División  | 2                    | 4                    |
| Títulos             |                      |                      |
| Total en AFA        | 5                    | 5                    |
| en Segunda División | 0                    | 0                    |
| en Tercera División | 4                    | 4                    |
| en Cuarta División  | 1                    | 1                    |
| Subcampeonatos      |                      |                      |
| Total en AFA        | 9                    | 4                    |
| en Segunda División | 6                    | 0                    |
| en Tercera División | 3                    | 3                    |
| en Cuarta División  | 0                    | 1                    |
| Ascensos            |                      |                      |
| Total en AFA        | 6                    | 6                    |
| a Primera División  | 0                    | 1                    |
| a Segunda División  | 5                    | 4                    |
| a Tercera División  | 1                    | 1                    |

## Historial
Para confeccionar la siguiente tabla se toman en cuenta todos los partidos oficiales reconocidos por AFA desde 1957 (primer encuentro oficial) hasta 2024 (último).
- Actualizado hasta junio de 2025.

| Torneo                  | PJ | G  | E  | G  | Gol | Gol |
| ----------------------- | -- | -- | -- | -- | --- | --- |
| Primera B               | 35 | 11 | 12 | 14 | 35  | 41  |
| Primera Nacional        | 23 | 6  | 13 | 4  | 30  | 29  |
| Primera B Metropolitana | 25 | 8  | 9  | 8  | 33  | 33  |
| Segunda de Ascenso      | 6  | 5  | 0  | 1  | 12  | 3   |
| TOTALES                 | 91 | 30 | 34 | 27 | 110 | 106 |

| PJ: partidos jugados        |
| G : ganador Almirante Brown |
| G : ganador Deportivo Morón |
| E: empates                  |

## Partidos oficiales
- Actualizado hasta el 14 de junio de 2025.

| #  | Torneo                            | Ronda   | Estadio              | Local           | Resultado | Visitante       | Goles (L)                                            | Goles (V)                                               |
| -- | --------------------------------- | ------- | -------------------- | --------------- | --------- | --------------- | ---------------------------------------------------- | ------------------------------------------------------- |
| 1  | Segunda División de Ascenso 1957  | 14      | Ant. Deportivo Morón | Deportivo Morón | 0-1       | Almirante Brown |                                                      | Florentino                                              |
| 2  | Segunda División de Ascenso 1957  | 31      | Ant. Almirante Brown | Almirante Brown | 4-2       | Deportivo Morón | Vario (3) y A. Harguinteguy                          | Olando Spagnuolo y Alfredo Gómez                        |
| 3  | Segunda División de Ascenso 1958  | 17      | Ant. Almirante Brown | Almirante Brown | 2-0       | Deportivo Morón | A. Harguinteguy, Zárate                              |                                                         |
| 4  | Segunda División de Ascenso 1958  | 34      | Ant. Deportivo Morón | Deportivo Morón | 0-2       | Almirante Brown |                                                      | A. López, C. Yóvine                                     |
| 5  | Segunda División de Ascenso 1959  | 1       | Ant. Deportivo Morón | Deportivo Morón | 1-0       | Almirante Brown | D. Rodríguez                                         |                                                         |
| 6  | Segunda División de Ascenso 1959  | 18      | Ant. Almirante Brown | Almirante Brown | 3-0       | Deportivo Morón | C. Yóvine (2), M. Busico                             |                                                         |
| 7  | Primera B 1966                    | 21      | Ant. Deportivo Morón | Deportivo Morón | 0-1       | Almirante Brown |                                                      | A. Cattania                                             |
| 8  | Primera B 1966                    | 42      | Ant. Almirante Brown | Almirante Brown | 0-0       | Deportivo Morón |                                                      |                                                         |
| 9  | Primera B 1967                    | 8       | Ant. Deportivo Morón | Deportivo Morón | 2-1       | Almirante Brown | H. Pueblas, L. Gigliani                              | R. Barboza                                              |
| 10 | Primera B 1967                    | 19      | Tigre                | Almirante Brown | 1-1       | Deportivo Morón | H. Onzari                                            | A. Borrutto                                             |
| 11 | Primera B 1967                    | TP 5    | Tigre                | Deportivo Morón | 1-0       | Almirante Brown | H. Halcague                                          |                                                         |
| 12 | Primera B 1967                    | TP16    | Atlanta              | Almirante Brown | 1-0       | Deportivo Morón | D. Alfonso                                           |                                                         |
| 13 | Primera B 1968                    | 3       | Nueva Chicago        | Almirante Brown | 1-4       | Deportivo Morón | H. Onzari                                            | O. López (3), H. Ochoa                                  |
| 14 | Primera B 1970                    | 1       | Ant. Deportivo Morón | Deportivo Morón | 2-1       | Almirante Brown | C. Ocampo, A. Rossi                                  | Alfredo González                                        |
| 15 | Primera B 1970                    | 16      | Almirante Brown      | Almirante Brown | 1-1       | Deportivo Morón | L. Vargas                                            | J. Pietrone                                             |
| 16 | Primera B 1970                    | ZC 5    | Nueva Chicago        | Deportivo Morón | 0-2       | Almirante Brown |                                                      | R. Tello, A. González                                   |
| 17 | Primera B 1971                    | 11      | Ant. Deportivo Morón | Deportivo Morón | 0-0       | Almirante Brown |                                                      |                                                         |
| 18 | Primera B 1971                    | 26      | Almirante Brown      | Almirante Brown | 0-0       | Deportivo Morón |                                                      |                                                         |
| 19 | Primera B 1972                    | 4       | Almirante Brown      | Almirante Brown | 0-2       | Deportivo Morón |                                                      | J. Ballejos, R. López                                   |
| 20 | Primera B 1972                    | 21      | Ant. Deportivo Morón | Deportivo Morón | 0-2       | Almirante Brown |                                                      | R. Tursi, J. Díaz (p)                                   |
| 21 | Primera B 1973                    | 6       | Almirante Brown      | Almirante Brown | 0-0       | Deportivo Morón |                                                      |                                                         |
| 22 | Primera B 1973                    | 25      | Ant. Deportivo Morón | Deportivo Morón | 2-1       | Almirante Brown | M. González, R. Motta                                | O. González                                             |
| 23 | Primera B 1974                    | TC 3    | Vélez Sarsfield      | Deportivo Morón | 0-0       | Almirante Brown |                                                      |                                                         |
| 24 | Primera B 1975                    | 2       | Ant. Deportivo Morón | Deportivo Morón | 1-1       | Almirante Brown | O. Lezcano                                           | M. Sisca                                                |
| 25 | Primera B 1975                    | 21      | Almirante Brown      | Almirante Brown | 3-2       | Deportivo Morón | C. Martínez, M. Sisca (2)                            | M. González, H. Riberi                                  |
| 26 | Primera B 1976                    | 8       | Almirante Brown      | Almirante Brown | 0-0       | Deportivo Morón |                                                      |                                                         |
| 27 | Primera B 1976                    | 27      | Ant. Deportivo Morón | Deportivo Morón | 2-1       | Almirante Brown | O. Lezcano, J. Guillermo                             | R. Escalada                                             |
| 28 | Primera B 1977                    | 5       | Ant. Deportivo Morón | Deportivo Morón | 2-0       | Almirante Brown | J. Albariño, D. Churruarín                           |                                                         |
| 29 | Primera B 1977                    | 24      | Almirante Brown      | Almirante Brown | 1-0       | Deportivo Morón | A. Almada                                            |                                                         |
| 30 | Primera B 1981                    | 9       | Ant. Deportivo Morón | Deportivo Morón | 1-0       | Almirante Brown | A. Romagnoli (p)                                     |                                                         |
| 31 | Primera B 1981                    | 30      | Almirante Brown      | Almirante Brown | 2-0       | Deportivo Morón | H. Candau (2)                                        |                                                         |
| 32 | Primera B 1982                    | 5       | Ant. Deportivo Morón | Deportivo Morón | 4-2       | Almirante Brown | R. Cacchione (2), A. Romagnoli, Eduardo Giuliano (p) | H. Candau, R. Roa (e/c)                                 |
| 33 | Primera B 1982                    | 26      | Almirante Brown      | Almirante Brown | 1-2       | Deportivo Morón | H. Rivoira                                           | R. Larocca, M. Bianchini                                |
| 34 | Primera B 1983                    | 5       | Almirante Brown      | Almirante Brown | 1-0       | Deportivo Morón | A. Márquez                                           |                                                         |
| 35 | Primera B 1983                    | 26      | Ant. Deportivo Morón | Deportivo Morón | 0-3       | Almirante Brown |                                                      | F. Donaires, J. Del Bono, H. Rivoira                    |
| 36 | Primera B 1984                    | 12      | Argentinos Juniors   | Deportivo Morón | 3-1       | Almirante Brown | M. Gambier (2), R. Espíndola                         | H. Rivoira                                              |
| 37 | Primera B 1984                    | 33      | Almirante Brown      | Almirante Brown | 2-2       | Deportivo Morón | H. Rivoira (2)                                       | M. Colombatti, M. Gambier                               |
| 38 | Primera B 1985                    | 12      | Almirante Brown      | Almirante Brown | 2-4       | Deportivo Morón | J. Roldán, M. Reggiardo                              | F. Daniele, J. Stagliano, A. Bustingorria, R. Espíndola |
| 39 | Primera B 1985                    | 33      | Ant. Deportivo Morón | Deportivo Morón | 0-0       | Almirante Brown |                                                      |                                                         |
| 40 | Primera B 1986                    | 3       | Ant. Deportivo Morón | Deportivo Morón | 2-1       | Almirante Brown | L. Armani, R. Altamirano                             | M. Rufini                                               |
| 41 | Primera B 1986                    | 12      | Almirante Brown      | Almirante Brown | 2-1       | Deportivo Morón | O. Bolognese, S. Arias                               | L. Armani                                               |
| 42 | Primera B Metropolitana 1986/1987 | 5       | Almirante Brown      | Almirante Brown | 5-2       | Deportivo Morón | M. Rufini, C. Guerrero (3, 1p), J. Tutino            | C. Marchiano y L. Armani                                |
| 43 | Primera B Metropolitana 1986/1987 | 22      | Ant. Deportivo Morón | Deportivo Morón | 2-2       | Almirante Brown | R. Bernuncio, E. Lell                                | M. Rufini, J. Tutino                                    |
| 44 | Primera B Nacional 1990/1991      | 14      | Ant. Deportivo Morón | Deportivo Morón | 1-1       | Almirante Brown | A. Pasceri (p)                                       | J. Sen                                                  |
| 45 | Primera B Nacional 1990/1991      | 35      | Almirante Brown      | Almirante Brown | 3-1       | Deportivo Morón | C. González (2, 1p), C. Cardozo                      | C. Mendoza                                              |
| 46 | Primera B Nacional 1991/1992      | 17      | Almirante Brown      | Almirante Brown | 1-0       | Deportivo Morón | F. Bustos                                            |                                                         |
| 47 | Primera B Nacional 1991/1992      | 38      | Ant. Deportivo Morón | Deportivo Morón | 1-1       | Almirante Brown | R. López                                             | R. Johansen                                             |
| 48 | Primera B Nacional 1992/1993      | 1       | Almirante Brown      | Almirante Brown | 0-0       | Deportivo Morón |                                                      |                                                         |
| 49 | Primera B Nacional 1992/1993      | 22      | Ant. Deportivo Morón | Deportivo Morón | 0-0       | Almirante Brown |                                                      |                                                         |
| 50 | Primera B Nacional 1993/1994      | 15      | Almirante Brown      | Almirante Brown | 2-2       | Deportivo Morón | D. Martínez, M. Grioni                               | A. Méndez, P. Galván                                    |
| 51 | Primera B Nacional 1993/1994      | 36      | Ant. Deportivo Morón | Deportivo Morón | 1-1       | Almirante Brown | S. Sberna (e/c)                                      | R. García                                               |
| 52 | Primera B Nacional 1994/1995      | 18      | Almirante Brown      | Almirante Brown | 1-1       | Deportivo Morón | J. Sara                                              | G. Longui                                               |
| 53 | Primera B Nacional 1994/1995      | 39      | Ant. Deportivo Morón | Deportivo Morón | 0-2       | Almirante Brown |                                                      | N. Roldán, G. Chiaverano                                |
| 54 | Primera B Nacional 1995/1996      | Ap 21   | Ant. Deportivo Morón | Deportivo Morón | 1-1       | Almirante Brown | E. Cuenca Zaldívar                                   | E. Vázquez                                              |
| 55 | Primera B Nacional 1995/1996      | Cl 21   | Almirante Brown      | Almirante Brown | 3-1       | Deportivo Morón | N. Guzmán, A. Carrizo, D. Grioni                     | E. Cuenca Zaldívar                                      |
| 56 | Primera B Nacional 1996/1997      | Int. 6  | Ant. Deportivo Morón | Deportivo Morón | 2-1       | Almirante Brown | M. Grioni, M. Grana                                  | S. Lara (p)                                             |
| 57 | Primera B Nacional 1996/1997      | Int. 21 | Almirante Brown      | Almirante Brown | 0-4       | Deportivo Morón |                                                      | M. Grioni, G. Medina, R. Wensel (2)                     |
| 58 | Primera B Nacional 1997/1998      | 15      | Ant. Deportivo Morón | Deportivo Morón | 1-2       | Almirante Brown | R. Leiga                                             | S. Ojeda, A. Rodríguez Pérez                            |
| 59 | Primera B Nacional 1997/1998      | 30      | Almirante Brown      | Almirante Brown | 1-1       | Deportivo Morón | G. Gómez                                             | P. Rodríguez                                            |
| 60 | Primera B Nacional 1997/1998      | ZP 2    | Almirante Brown      | Almirante Brown | 2-1       | Deportivo Morón | N. Pereyra, S. Sosa                                  | M. Méndez (p)                                           |
| 61 | Primera B Nacional 1997/1998      | ZP 9    | Ant. Deportivo Morón | Deportivo Morón | 2-2       | Almirante Brown | L. Verón (2)                                         | M. Bálsamo (2)                                          |
| 62 | Primera B Metropolitana 2000/2001 | 2       | Ant. Deportivo Morón | Deportivo Morón | 0-2       | Almirante Brown |                                                      | D. Bazán Vera, S. Ojeda                                 |
| 63 | Primera B Metropolitana 2000/2001 | 21      | Almirante Brown      | Almirante Brown | 1-0       | Deportivo Morón | D. Bazán Vera                                        |                                                         |
| 64 | Primera B Metropolitana 2001/2002 | 18      | Almirante Brown      | Almirante Brown | 1-1       | Deportivo Morón | G. Cols                                              | J. Cordone                                              |
| 65 | Primera B Metropolitana 2001/2002 | 39      | Ant. Deportivo Morón | Deportivo Morón | 0-0       | Almirante Brown |                                                      |                                                         |
| 66 | Primera B Metropolitana 2002/2003 | 20      | Almagro              | Almirante Brown | 2-1       | Deportivo Morón | M. Coronel (2)                                       | R. Martínez                                             |
| 67 | Primera B Metropolitana 2002/2003 | TR 4 °F | Ant. Deportivo Morón | Deportivo Morón | 1-0       | Almirante Brown | Sergio Kaezuk (p)                                    |                                                         |
| 68 | Primera B Metropolitana 2002/2003 | TR 4 °F | Almirante Brown      | Almirante Brown | 1-1       | Deportivo Morón | E. Del Castillo                                      | M. Ayala                                                |
| 69 | Primera B Metropolitana 2003/2004 | Ap 3    | Almagro              | Almirante Brown | 1-3       | Deportivo Morón | H. Banegas                                           | H. Spíndola, C. Vega, P. Esquivel                       |
| 70 | Primera B Metropolitana 2003/2004 | Cl 3    | Ant. Deportivo Morón | Deportivo Morón | 1-2       | Almirante Brown | D. Akerman                                           | D. Bazán Vera (2)                                       |
| 71 | Primera B Metropolitana 2004/2005 | Ap 14   | Ant. Deportivo Morón | Deportivo Morón | 3-0       | Almirante Brown | E. Seccafien, H. Orcellet, S. Tejera                 |                                                         |
| 72 | Primera B Metropolitana 2004/2005 | Cl 14   | Almirante Brown      | Almirante Brown | 1-2       | Deportivo Morón | J. Ferreyra                                          | E. Seccafien, D. Cerruti                                |
| 73 | Primera B Metropolitana 2005/2006 | 2F 12   | Almirante Brown      | Almirante Brown | 2-3       | Deportivo Morón | W. Gómez Guevara, G. Garcete                         | J. Grbec, D. Akerman (2)                                |
| 74 | Primera B Metropolitana 2006/2007 | Ap 19   | Ant. Deportivo Morón | Deportivo Morón | 1-0       | Almirante Brown | M. Conocchiari                                       |                                                         |
| 75 | Primera B Metropolitana 2006/2007 | Cl 19   | Lanús                | Almirante Brown | 1-0       | Deportivo Morón | F. Maraschi                                          |                                                         |
| 76 | Primera B Metropolitana 2008/2009 | 5       | Ant. Deportivo Morón | Deportivo Morón | 1-1       | Almirante Brown | Y. Rodríguez                                         | E. Cardoso                                              |
| 77 | Primera B Metropolitana 2008/2009 | 26      | Almirante Brown      | Almirante Brown | 1-1       | Deportivo Morón | F. Maraschi                                          | M. Vega                                                 |
| 78 | Primera B Metropolitana 2009/2010 | 6       | Ant. Deportivo Morón | Deportivo Morón | 0-1       | Almirante Brown |                                                      | D. Bazán Vera                                           |
| 79 | Primera B Metropolitana 2009/2010 | 27      | Almirante Brown      | Almirante Brown | 2-1       | Deportivo Morón | F. León, R. Díaz                                     | C. González                                             |
| 80 | Primera B Metropolitana 2015      | 3       | Deportivo Morón      | Deportivo Morón | 4-3       | Almirante Brown | L. Altobelli, A. Otermín, C. Yassogna, G. Martínez   | R. Díaz (2), W. Zunino                                  |
| 81 | Primera B Metropolitana 2015      | 24      | Almirante Brown      | Almirante Brown | 1-2       | Deportivo Morón | R. Díaz                                              | J. Páez, C. Lillo                                       |
| 82 | Primera B Metropolitana 2016      | 4       | Almirante Brown      | Almirante Brown | 2-2       | Deportivo Morón | R. Fergonzi, G. Rodríguez                            | J. Rossi (2)                                            |
| 83 | Primera B Metropolitana 2016/2017 | 17      | Villa Dálmine        | Almirante Brown | 1-1       | Deportivo Morón | Marcelo Vega                                         | Javier Rossi                                            |
| 84 | Primera B Metropolitana 2016/2017 | 36      | Deportivo Morón      | Deportivo Morón | 0-0       | Almirante Brown |                                                      |                                                         |
| 85 | Primera Nacional 2022             | 20      | Almirante Brown      | Almirante Brown | 1-1       | Deportivo Morón | Leandro Guzmán                                       | Cristian Broggi                                         |
| 86 | Primera Nacional 2023             | ZA 12   | Deportivo Morón      | Deportivo Morón | 2-2       | Almirante Brown | Brian Orozco, Nicolás Henry                          | Tomás Bugallo, Germán Rivero                            |
| 87 | Primera Nacional 2023             | ZA 31   | Almirante Brown      | Almirante Brown | 0-1       | Deportivo Morón |                                                      | Franco García                                           |
| 88 | Primera Nacional 2024             | ZB 10   | Almirante Brown      | Almirante Brown | 1-1       | Deportivo Morón | Brian Fernández                                      | Gonzalo Berterame                                       |
| 89 | Primera Nacional 2024             | ZB 29   | Deportivo Morón      | Deportivo Morón | 0-1       | Almirante Brown |                                                      | Brian Fernández                                         |
| 90 | Primera Nacional 2025             | ZB 1    | Almirante Brown      | Almirante Brown | 1-1       | Deportivo Morón |                                                      | Franco Lorenzón                                         |
| 91 | Primera Nacional 2025             | ZB 18   | Deportivo Morón      | Deportivo Morón | 2-0       | Almirante Brown | Yair González, Gastón González                       |                                                         |

1. ↑  Suspendido a los 13 minutos del segundo tiempo por incidentes